# Ulick Burke (Politiker)
Ulick Burke (* 19. November 1943 in Loughrea, County Galway, Irland) ist ein ehemaliger irischer Politiker der Fine Gael.
Burke versuchte erstmals bei den Wahlen zum Dáil Éireann 1981 Teachta Dála (Abgeordneter) im Wahlkreis Galway East zu werden. Stattdessen wurde er vom Taoiseach Garret FitzGerald 1981 und 1982 für den Seanad Éireann nominiert. Auch die Wahlen im Februar und im November 1982 blieben für ihn ohne Erfolg. 1983 wurde er über die Landwirtschaftsliste in den Seanad gewählt.
1987 trat er wieder für die Fine Gael bei den Wahlen 1987 an. Er verfehlte nicht nur für den Dáil Éireann die notwendigen Stimmen. Auch für den Seanad reichte es nicht. 1992 trat er nicht zu den Wahlen an.
Bei den Wahlen 1997 war er dann endlich erfolgreich und zog für die Fine Gael im Wahlkreis Galway East in den Dáil ein. Er verlor diesen Sitz bei den Wahlen 2002 wieder. Er konnte jedoch wieder über die Landwirtschaftsliste in den Seanad Éireann einziehen. 2007 folgte die Rückkehr in den Dáil Éireann. 2011 zog er sich endgültig aus der Politik zurück.